# 山之内製薬
山之内製薬株式会社（やまのうちせいやく、英語: Yamanouchi Pharmaceutical Co., Ltd.）は、かつて存在した日本の医薬品メーカー。通称「山之内」、「Yamanouchi」。2005年4月1日に藤沢薬品工業と合併し、アステラス製薬となった。
本社所在地は東京都中央区日本橋本町二丁目3番11号。

## 事業所
- 研究所：東京、焼津、つくば
- 工場：焼津（静岡県焼津市）、高萩（茨城県高萩市）、西根（岩手県西根町（現・八幡平市））

## 沿革
- 1923年（大正12年） - 創業者・山内健二（やまのうち けんじ）が、大阪府大阪市にて山之内藥品商會を創業。
- 1939年（昭和14年）3月20日 - 山之内薬品商会株式会社を設立（会社組織化）。
- 1940年（昭和15年） - 社名を山之内製薬株式会社に変更。
- 1942年（昭和17年） - 本社を東京都中央区日本橋本町に移転。
- 1949年（昭和24年）5月16日 - 東京証券取引所及び大阪証券取引所に上場。
- 2004年（平成16年）10月1日 - 一般薬・コンシューマー部門を分社化、藤沢薬品工業の同部門と合併させ「ゼファーマ株式会社」を設立。同社はその後第一三共に売却され、現在の第一三共ヘルスケアと統合した。
- 2005年（平成17年）4月1日 - 当社を存続会社として藤沢薬品工業と合併、アステラス製薬株式会社となった。

## 学術映画作品
山之内製薬が企画した学術映画作品のうち、以下に列挙する映画作品については、現在、『科学映像館』に於いて無料公開されている《一部、他社との共同企画作品も存在する》。
『受胎の神秘』
1958年、日映科学映画製作所。カラー・16分。
受胎のプロセスから「生命」の神秘に迫るべく、当時としては高度な撮影技術を採り入れ、2年をかけて製作されている。安藤畫一・慶応大学名誉教授監修。
『膵臓の内分泌－インスリン分泌細胞－』
1973年、ヨネ・プロダクション。カラー・16分。ベーリンガー・マンハイム・ジャパン（現／ロシュ・ダイアグノスティックス）との共同企画。
脾臓内部の、内分泌機能を有する細胞が集まる「ランゲルハンス島」の様子を生きた状態のまま撮影。インスリンを分泌するβ細胞に焦点を当てて製作されている。小坂樹徳（東京大学医学部）監修。一柳慧が音楽を手がける。
『インスリン分泌の形態学』
1974年、ヨネ・プロダクション。カラー・18分。ベーリンガー・マンハイム・ジャパン（現／ロシュ・ダイアグノスティックス）との共同企画。小坂樹徳（東京大学医学部）監修。